# Сеник (Брда)
Сеник (словен. Senik) — поселення в общині Брда, Регіон Горишка, Словенія. Висота над рівнем моря: 377,5 м.